# Grèbe mitré
Podiceps gallardoi
Espèce
Statut de conservation UICN

 CR A2bce+3bce+4bce : 
En danger critique
Le Grèbe mitré (Podiceps gallardoi) est une espèce d'oiseaux aquatiques appartenant à la famille des Podicipedidae. Décrit seulement récemment en 1974 en Argentine, où il est dénommé macá tobiano, il est endémique de la Patagonie dans la province de Santa Cruz et dans les régions avoisinantes du Chili.

## Description
Le Grèbe mitré a une taille moyenne d'environ 30-35 cm, son plumage est caractéristique : le cou et le ventre sont blancs et contrastent avec son dos noir. Ses ailes sont blanches avec quelques plumes noires, son bec est brun-bleu foncé ainsi que ses pattes.

## Habitat
La population totale de Grèbe mitré est estimée a seulement 3 000 à 5 000 individus, regroupés dans quelque 130 lagunes ephémères (alimentées par la fonte des neiges) de la steppe patagonique, essentiellement sur le plateau central de la province de Santa Cruz. Ils y vivent le printemps et l'été, mais en hiver, lorsque ces lagunes gèlent, ils migrent vers la côte atlantique de cette même province de Santa Cruz.

## Comportement
Ils sont bons nageurs et vivent en groupe nombreux. Ils ne volent que la nuit. Ils sont intimement liés aux lagunes d'eaux profondes et transparentes, où pousse une algue dénommée localement Vinagrilla (Myriophyllum elatinoides), plante où se réfugie leur aliment, des organismes invertébrés, lymnéoidés du genre Lymnaea, et crustacés amphipodes. Avec cette algue, ils construisent des plateformes flottantes pour y copuler et ensuite y construire leur nid. Le Grèbe mitré pond deux œufs dont sortira un seul poussin.

## Prédateurs
Les Goélands dominicains (Larus dominicanus) et les Visons d'Amérique, introduits par l'homme dans le Sud du continent, sont pour eux les principaux prédateurs. Ils détruisent leurs œufs et dévorent les poussins. Deux de ces goélands peuvent dévaster toute une colonie de deux cents grèbes, ruinant la reproduction de toute une saison. Dans une moindre mesure, la Foulque à jarretières (Fulica armillata) détruit leurs œufs et usurpent leurs nids.
Ce n'est qu'en 1994 qu'Andrés Johnson et Alejandro Serret percèrent le secret de leur aire de distribution hivernale – qui restait un mystère – sur les côtes atlantiques de la province de Santa Cruz. Là aussi les grèbes mitrés doivent faire face à d'importants problèmes, comme les rejets pétroliers ou les captures accidentelles dans les filets de pêche.